# Hilimoasio
Hilimoasio is een bestuurslaag in het regentschap Nias van de provincie Noord-Sumatra, Indonesië. Hilimoasio telt 1572 inwoners (volkstelling 2010).